# 勁歌金曲五十年
《勁歌金曲五十年》是1990年代中華電視公司純歌唱的音樂節目，內容以詮釋華語流行音樂老歌為主。前期設有主持人，節目名稱為《勁歌金曲五十年》，最初於星期六14:30播出，佈景重現秀場時代的歌廳秀；每集開場，主持人與來賓會共同討論兼現場演唱該集指定類型的歌。後期節目名稱改為《勁歌金曲》，2000年於星期日15點整至16點整播出。最後改為無主持人，於星期日《華視午間新聞》收播後立即播出，至2003年停播，只有來賓現場演唱單歌，一位女旁白在每一首歌開場朗讀其導言。
此節目從開播到停播都任用華視大樂隊擔任伴奏。前期製作單位為全能製作公司、製作人為王鈞，後期製作單位為華視節目部、製作人為華視大樂隊指揮詹森雄兼任，導播為林京珍。停播後，華視將來賓現場演唱部分剪輯成《勁歌金曲 精裝版》，於華視主頻與華視休閒頻道重播。

## 主持人
第一任：曹蘭、姚黛瑋。

第二任：姚黛瑋、青山。

第三任：洪榮宏、馬世莉。

第四任（末任）：黃安、馬世莉。

## 歷史
1993年12月8日，《勁歌金曲五十年》首度錄影，首任主持人為曹蘭與姚黛瑋，首集來賓為方芳芳、王中平、大小百合、堂娜、蔡幸娟、周子寒、楊燕等，預定播出時間星期六14點30分是老三台「邊陲時段」。臺灣電視公司曾在1980年代委外製作在星期六下午邊陲時段唱老歌的節目《群星飛躍》捧紅方芳芳，而《群星飛躍》與《勁歌金曲五十年》的製作人都是王鈞。
1997年7月12日，《勁歌金曲五十年》播出第186集，是姚黛瑋、青山時期最後一集，最後姚黛瑋、青山、洪榮宏、馬世莉合唱〈今宵多珍重〉作結。

## 節目特色
１、以華視樂隊現場演奏並配合重新編曲讓曲風
活潑，利用原音樂器以保持節目的氣氛、格調。
２、結合實力派唱將演唱～可以流行樂壇上之唱
將與老歌演唱者調和，並盡可能尋找原唱者或自
我解說當時心境或加強演出的認同度。
３、精緻化～將老歌以重新編曲方式時而當年簡
單之背景音樂時而華麗旋律並不失其原來之韻味
。
４、主持人歌唱特質加強發揮空間，並可與眾歌
手相互輝映，真正突顯音樂性節目之屬性。

## 節目內容
１、OPEN～以主持人歌唱出場並加入舞群，以現場
LIVE BAND 作為主幹，二人各自演唱一首歌曲
後再合唱一曲開場。
【特點：熱鬧開場演唱帶動現場活絡氣氛】
２、懷念五十轉～將老歌重新編曲由唱將級歌者
演唱，輔以精緻的燈光、佈景及活潑的拍攝手法
，讓好歌演唱既復古又華麗。並可針對特定歌曲
安排文字、影片的回顧讓歌曲之時空環境重現。
【重點：此段之安排以好歌一口氣唱不停，並可
作主題式的介紹】
３、心情點唱～藉由觀眾來信點歌之模式將數首
歌曲節奏、樂風、旋律、情境等分類編曲演唱，
讓點歌的情緒安排流暢。
【特色：此段將依歌曲作同質性之編曲安排】
４、LIVE BAND ～由華視大樂隊現場演奏老歌
，如同五、六十年代夜總會LIVE BAND 豪華演
出，節目的結尾豪華化，主持人下結尾語。
【特色：時下電視節目中罕見真正的LIVE BAND
的獨立演出方式，可突顯音樂節目的真正原有
風貌】